# Distrito de Huancaraylla
El Distrito peruano de Huancaraylla es uno de los 12 distritos de la Provincia de Fajardo, ubicada en el Departamento de Ayacucho, Perú.

## Historia
Durante el segundo periodo de Gobierno de Ramón Castilla fue creada el Distrito de Huancaraylla con el nombre de Santo Domingo de Guancaraylla, mediante el Dispositivo legal Ley s/n de fecha 2 de enero de 1857. “Santo Domingo de Guancaraylla” antiguo nombre del hoy Distrito de Huancaraylla, fue elevado a la categoría de “Pueblo” el 3 de mayo de 1955, con Ley N° 12301.